# Abdelaziz ben Abdallah Al ach-Cheikh
Abdelaziz ben Abdallah Al ach-Cheikh ('Abd al-'Aziz ibn 'Abd Allah ibn Muhammad ibn 'Abd al-Lateef Aal ash-Shaikh, en arabe : عبد العزيز بن عبد الله بن محمد بن عبد اللطيف آل الشيخ) est un ouléma saoudien hanbalite de tendance Sunnite et l'actuel grand mufti de l'Arabie saoudite. Il est né le 10 février 1943 à Riyad et est actuellement membre du Comité permanent des recherches islamiques et de la délivrance des fatwas.

## Biographie
Abdelaziz Al ach-Cheikh est né le 30 novembre 1943, au sein d'une éminente famille saoudienne, les Al ach-Cheikh, descendants du théologien Mohammed ben Abdelwahhab, à l'origine de la fondation du premier État saoudien. Il commence l'étude du Coran à la mosquée Ahmed Ben Sanaan. En 1954, il s'inscrit à l'institut Imam ad-Da'wah où il est diplômé à la faculté de droit islamique en 1962.
Il débute alors sa vie religieuse active et devient enseignant à l'institut Imam ad-Da'wah al-'Ilmee jusqu'en 1971. Il devient ensuite enseignant à la faculté de droit islamique à l'université islamique Imam Muhammad ibn Saoud à Riyad où il reste jusqu'en 1991. Il y supervise notamment la rédaction de thèses universitaires et prend part aux discussions et débats de soutenance. Depuis 1993 il prend part à l'émission radio Noorun 'alad-Darb où il répond aux questions des auditeurs. Il a aussi l'habitude de prêcher à la mosquée centrale d'al-Imam Turki bin 'Abd-llah. En plus de son travail il participe à des séminaires et à des exposés relatifs à la dawah à Riyad et Taëf. Depuis sa naissance il souffre d'une vue déficiente et devient complètement aveugle en 1960.
En juin 1999, il est nommé grand mufti d'Arabie saoudite par le roi Fahd et succède à Abd al-Aziz ibn Baz.

## Prises de position

### Questions religieuses
Considéré comme la plus haute autorité religieuse du royaume saoudien, il déclare en mars 2012 qu'il fallait éloigner toutes les églises chrétiennes se trouvant dans la péninsule arabique  puisqu’il ne doit y avoir qu’une seule religion dans cette partie du globe : l’islam. 
La même année il explique que ceux qui demandent que l'âge du mariage soit porté à 25 ans sont complètement dans l'erreur et que les filles sont prêtes au mariage si elles le souhaitent dès l'âge de la puberté.

### Terrorisme
Le 19 août 2014, il dénonce les djihadistes de l'État islamique et déclare que ce mouvement est « l'ennemi numéro un de l’islam ». Fin 2015, après avoir expliqué dans une interview accordée au journal Saudi Gazette que le groupe de terroristes Daech « nuisait » aux musulmans, il ajoute en commentant les menaces proférées quelques jours plus tôt par Abou Bakr al-Baghdadi contre Israël que ces dernières sont des « mensonges » car « en réalité Daech fait partie de l’armée israélienne, ».

### Autres sujets
En janvier 2016, lors d'une émission télévisée il prononce l'interdiction des échecs qu'il considère être une perte de temps et d'argent suscitant la haine entre les joueurs. Il ajoute que ces jeux sont « l'œuvre de Satan », comme l'alcool et les paris.